# 退屈な日々にさようならを
『退屈な日々にさようならを』（たいくつなひびにさようならを、英: Same Old, Sam Old）は、2016年製作の日本映画。2017年2月25日公開。

## 概要
映画専門学校『ENBUゼミナール』による劇場公開映画製作ワークショップ「CINEMA PROJECT」の第6弾作品として製作された。同プロジェクト第2弾の『サッドティー』の今泉力哉が、監督・脚本を担当。
第29回東京国際映画祭「日本映画スプラッシュ」部門に正式出品。2017年2月25日、東京都・新宿ケイズシネマをはじめ、全国で順次上映された。

## ストーリー
東京。映画監督の梶原はまだ映画だけでは食べていけず、飲み会で知り合った男からMVの仕事を依頼されるも頓挫、あれよあれよと想像もつかない事態に巻き込まれていく。一方、とある田舎。亡き父から継いだ造園業を営んでいる太郎は会社を畳む決心をする。太郎には18歳の時に家を飛び出して以来、10年近く連絡のつかない双子の弟・次郎がいた。会社を畳んで数年後のある夜、太郎の家に次郎の彼女を名乗る女性から電話がかかってくる。彼女曰く、同棲中だった次郎は彼女のもとからも最近いなくなったらしい。

## エピソード
- 本作では東京と福島が舞台になっているが、福島パートでは今泉監督の実家で合宿し撮影をした[1]。

## キャスト
- 今泉太郎／山下義人 - 内堀太郎
- 原田青葉 - 松本まりか
- 梶原優一 - 矢作優
- 多田佐知子 - 村田唯
- 清田 - 清田智彦
- 今泉美希 - 秋葉美希
- 星千代 - 猫目はち
- 星紗穂 - りりか
- 町田貴美子 - 安田茉央
- 小谷加奈子 - 小池まり
- 疋田一義 - 疋田健人
- 須賀川彩 - 川島彩香
- 竹下陽子 - 水森千晴
- 牛越あみ - カネコアヤノ

## スタッフ
- 監督・脚本・編集 - 今泉力哉
- プロデューサー - 市橋浩治
- 撮影監督 - 岩永洋
- 撮影助手 - 上川雄介
- 録音・整音 - 根本飛鳥
- 助監督 - 平波亘
- ヘアメイク - 寺沢ルミ
- 制作 - 森田博之
- 製作 - ENBUゼミナール